# Styl biblijny
Styl biblijny – styl literacki reprezentowany i rozwijany w księgach Starego i Nowego Testamentu. Ponieważ treść Biblii traktowano jako natchnioną, przypisywano mu też charakter sakralny.
Styl nazywany biblijnym charakteryzował oryginalny tekst Biblii hebrajskiej i jest dziś jedynym świadectwem  przeobrażeń stylistycznych języka hebrajskiego. Specyficzną stylistykę hebrajską podjęła Septuaginta, wzbogacając ją o nowe sformułowania i zwroty, które wykorzystane były także w Nowym Testamencie oraz literaturze wczesnego chrześcijaństwa. Cechy charakterystyczne stylu biblijnego przejęły tłumaczenia Biblii na języki narodowe. Stylizację biblijną mają też niektóre utwory świeckie, których autorzy nadali im w ten sposób podniosły charakter.

## Rodzaje stylu biblijnego
Styl biblijny nie jest jednorodny. O specyfice różnych stylów decydują elementy językowe, ale także ideowe. Egzegeci wyróżniają następujące cechy:
- styl objawiający: użycie 1 osoby liczby pojedynczej, wzmocnionej zaimkiem np. Ja jestem (Wj 3,6; 3,14; 20,2; Jr 7,11; także NT: J 4,26; 8,12.58), Ja Jahwe (Pwt 5,6; Oz 12,10)
- styl hieratyczny: uroczysty, pełen namaszczenia, charakterystyczny dla źródła kapłańskiego w Pięcioksięgu. Efekt hieratyczności uzyskiwany jest m.in. przez:
  - odmienny szyk wyrazów, np. przestawny szyk przydawki przymiotnikowej i zaimkowej
  - składnię, np. przewagę zdań współrzędnie złożonych
  - rozpoczynanie zdań spójnikami.
- styl jurydyczny: przepisy prawne, sentencje i wskazania, wzorowany jest na materiałach pozabiblijnych
- styl liturgiczny: aklamacje, doksologie
- styl mądrościowy: apoftegmaty, przysłowia, anegdoty, liczbowe zagadki (np. Sdz 14,18; Prz 30,15-33), parenezy (szczególnie w NT), który przekształca mądrość tradycyjną, opartą na doświadczeniu, w mądrość typu religijnego.
- styl apokaliptyczny: przedstawiający teraźniejszość jako zapowiedź lub wstęp do przyszłości, pełen symboliki literackiej, opisów wizji, spekulacji liczbowych i jaskrawych antytez.
- styl kaznodziejski: charakterystyczny dla 1-2Krn i NT.
- styl antologiczny: o którym decydowały przede wszystkim elementy koncepcyjno-ideowe

W stylu biblijnym, szczególnie w późniejszych pismach ST oraz NT dużą rolę odgrywało przytaczanie lub komentowanie dawniejszych ksiąg natchnionych, które przytaczano jako cytat, lub parafrazę czy też podsumowanie.

## Styl biblijny w tłumaczeniach Biblii
Według niektórych filologów autorzy Biblii nie stosowali specjalnej stylizacji, lecz jej styl odpowiada ówczesnemu językowi i nie różni się od stylu równolegle powstających tekstów hebrajskich. Tymczasem kolejne przekłady starając się zachować wierność tekstowi, w istocie tracą wierność stylu, zmieniając naturalny styl oryginału w sztucznie podniosły styl przekładu przez wplatanie archaizmów (przykładowo, w Biblii Tysiąclecia stosowane bywają słowa w zasadzie nieużywane w momencie jej opracowywania w języku, jak niewiasta) i starohebrajskich idiomów (np. nerki i serce w znaczeniu uczucia i umysł) lub struktur gramatycznych (np. paralelizm składniowy, częste stosowanie zaimków dzierżawczych).
W Polsce, kwintesencją stylu biblijnego do połowy XX w. była Biblia Jakuba Wujka, której charakterystyczne zwroty przedostały się szeroko do literatury polskiej. Wejście w użycie nowych przekładów oraz modernizacja języka stała się wyzwaniem do zachowania stylu, który postrzegany jest jako dziedzictwo przeszłości. Inni tłumacze (np. Czesław Miłosz) zwracali uwagę na konieczność stworzenia nowego stylu biblijnego, zakorzenionego w tradycji.